# Marengo, Ohio
Marengo là một làng thuộc quận Morrow, tiểu bang Ohio, Hoa Kỳ. Năm 2010, dân số của làng này là 342 người.